# Benigembla
Benigembla (valencianisch: Benichemla) ist eine spanische Gemeinde (municipio) in der Provinz Alicante mit einer Bevölkerung von 559 Einwohnern (Stand: 2024). 

## Lage
Benigembla liegt etwa 69 Kilometer nordöstlich von Alicante und etwa 95 Kilometer südsüdöstlich von Valencia in einer Höhe von 315 m nahe der Mittelmeerküste.

## Geschichte

### Bevölkerungsentwicklung
| Jahr      | 1970 | 1981 | 1991 | 2001 | 2011 | 2021 |
| Einwohner | 544  | 482  | 354  | 488  | 519  | 512  |

## Sehenswürdigkeiten

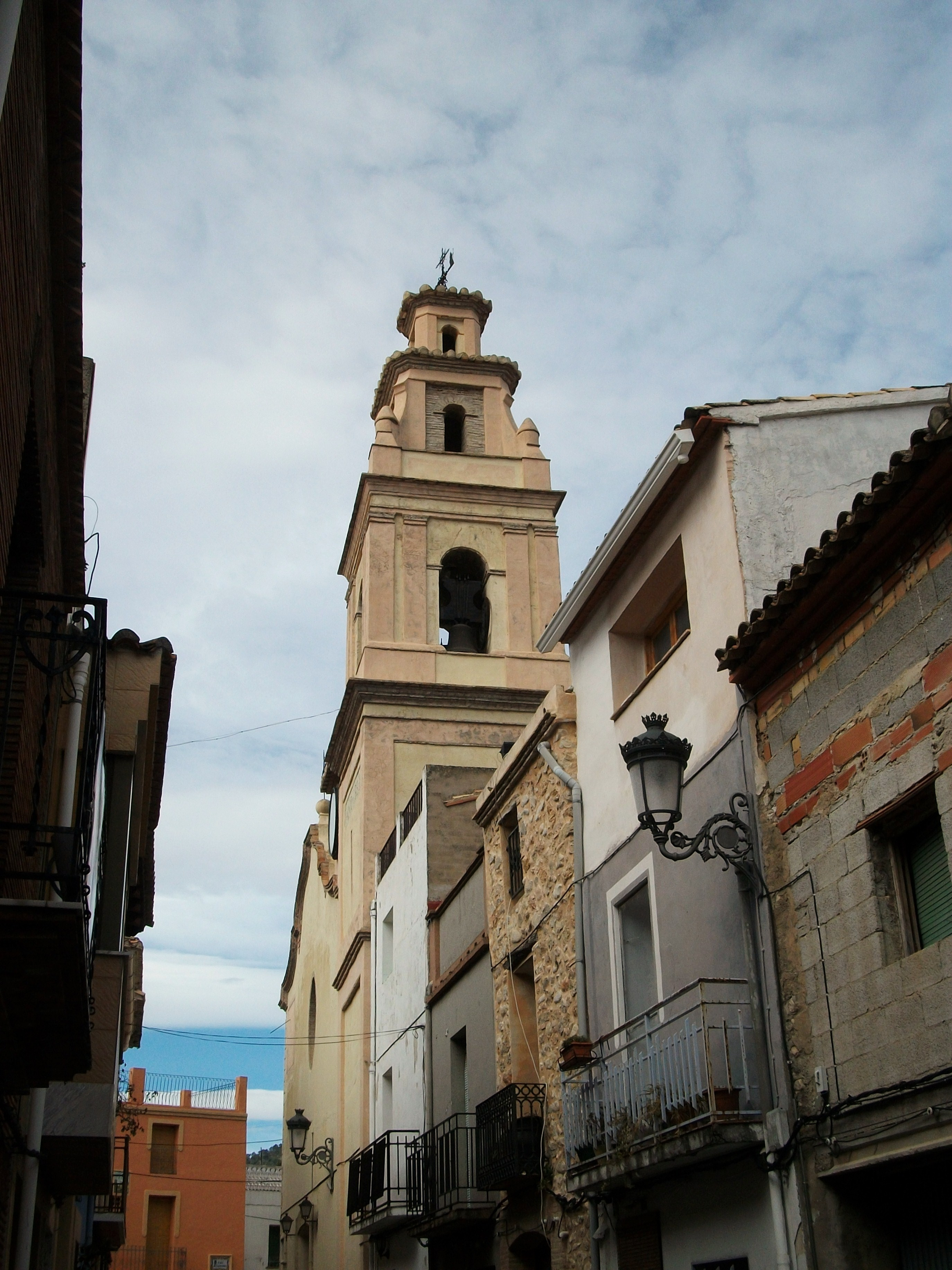
Josephuskirche
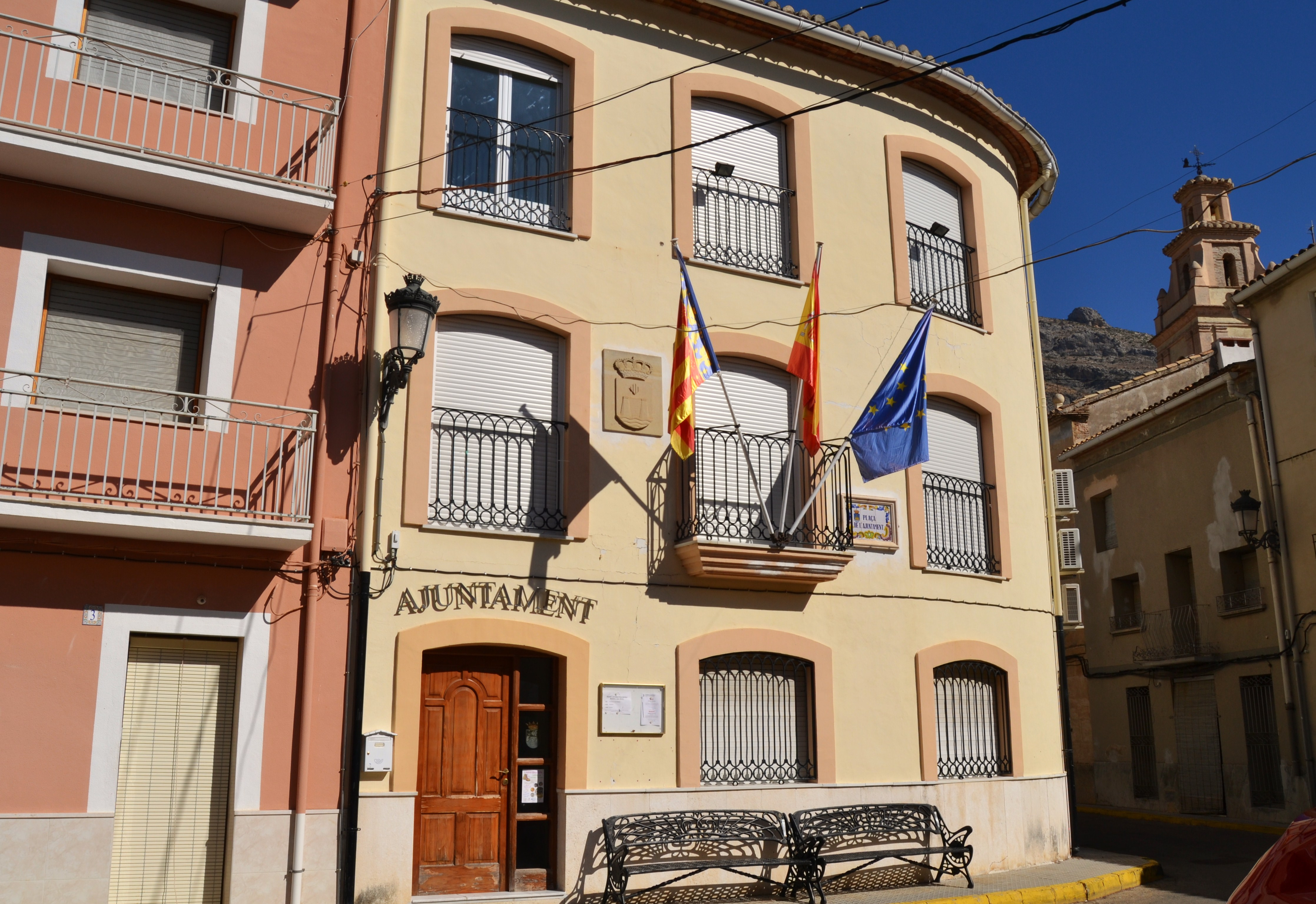
Kapelle vom Heiligen Blut

- Josephuskirche
- Rathaus